# 徐淮 (嘉靖進士)
徐淮（1484年—？年），字仲川，锦衣卫旗籍，山东武定州人。明朝政治人物。

## 生平
治《詩經》，行二，由國子生中式正德二年（1507年）丁卯科順天府鄉試第二十三名舉人，嘉靖二年（1523年）癸未科會試第三百四十一名，第三甲第七十名進士。授歙县知县，历任户部主事，嘉靖八年四月改授贵州道监察御史，十二年四月以才力不及降调。十八年任河间府同知，升工部郎中。

## 家族
曾祖徐文善。祖父徐广。父徐政。母方氏；继母董氏。永感下。兄徐江、弟徐濟。